# Кептарь
Кепта́рь (укр. кептар) — украинский национальный предмет мужской, а также женской верхней одежды.
Кептарь представляет собой своеобразный жилет сшитый из меха и был наиболее распространён среди этнических групп украинцев, проживающих в Карпатах — гуцулов и Прикарпатье — покутян (у последних он называется «киптар»).
Кептарь имеет значительную вариативность относительно длины и приёмов оформления (в зависимости от места, где он был изготовлен).